# 山田忠孝
山田 忠孝（やまだ ただたか、Tadataka “Tachi” Yamada、タダタカ・“ターチ”・ヤマダ、1945年6月5日 - 2021年8月4日）は、日系アメリカ人の医師、教育者、実業家、篤志家。武田薬品工業取締役、武田ファーマシューティカルズ・インターナショナル株式会社副社長、フレージャー・ヘルスケア社ベンチャー・パートナー (2015年)、クリントン財団Clinton Health Access Initiative理事長。
ミシガン大学アナーバー校内科学部長、アメリカ内科学会マスター (MACP)、米国科学アカデミー医学研究所会員、イギリス医科学アカデミー会員、アメリカ芸術科学アカデミー会員。元ビル&メリンダ・ゲイツ財団のグローバル・ヘルス・プログラム総裁。アメリカ消化器学会およびアメリカ内科外科学会会長、グラクソスミスクライン研究開発部門会長および取締役を歴任。

## 来歴・人物
自身の名の短縮形として使用している「Tachi」は、最初の母音が長音で「ターチ」と発音する。まだ舌足らずな幼児だった頃に言いにくい自分の名「タダタカ」をはしょって「ターチ」と言っていたのが定着してしまったもので、本人は学生時代から今日に至るまで日米を問わず公式文書のすべてにこれを使用して「Tachi Yamada」と署名している。

### 生い立ち
太平洋戦争最末期の1945年6月5日、日本人の父と日系アメリカ人二世の母親の次男として焼け野原の東京に生まれた。この際、父親は東京で出生届を提出したが、アメリカ在住だった母方の祖母も戦後すぐに3番目の孫が誕生していたことを知りニューヨークで孫の出生届を提出、その結果ターチは生まれながらに日本国籍とアメリカ国籍の二重国籍を得ることとなった。
15歳となった1960年、やはり戦時下の日本で生まれ二重国籍を取得していた兄・昭義とともに渡米した。全寮制のフィリップス・アカデミー・アンドーヴァー高校で学んだ後、スタンフォード大学で歴史学を学んで学士号を取得、さらにニューヨーク大学医学部を首席で卒業した。

### 医師、教育者、実業家、そして篤志家
医師となったターチはベセスダ海軍病院で軍役をつとめた後、UCLA医学部で教育者としての立場にまわり、その後ミシガン大学に移って医学部消化器学部長に就任、さらにミシガン大学メディカルセンターの内科医長を兼ねた。ミシガン大学医学部時代には専門の消化器学科の教科書の著述・編纂事業にも多くの時間を割き、代表作 Textbook of Gastroenterology 全3巻をはじめとする体系的な教科書群を完成させた。同書は今日では、全米の大学の医学部消化器学科で学ぶ者にとっては必須の教科書の一つとなっている。
この後今度は製薬業界に転身し、1996年にはグラクソスミスクライン研究開発部門会長および取締役に就任。合併前の旧グラクソ・ウェルカムの本拠地イギリスのロンドンと、旧スミスクライン・ビーチャムの本拠地アメリカのフィラデルフィアを頻繁に往復する日々を送った。
さらに還暦を迎えて引退を考えていた矢先の2006年にはビル・ゲイツからの誘いを受けてビル＆メリンダ・ゲイツ財団の世界衛生部門総裁に就任、開発途上国向けの低コストの保健ツールの開発と供給を助ける財団の活動を主導した。
2011年初めには同年6月をもって同財団を勇退し、篤志家としての活動にひとつの終止符を打つことを発表。今後はこれまであまり顧みることのなかった日本において未公表の「大きな仕事」を手がけたい意向があることを明かしている。
2011年、武田薬品工業取締役チーフ メディカル＆サイエンティフィック オフィサー及び、武田ファーマシューティカルズ・インターナショナル株式会社副社長に就任。同年武田から2億4900万円の役員報酬を、2012年には7億1200万円の役員報酬を、2013年には8億3800万円の役員報酬を受けたと報じられた。

### 顕彰・栄典
名誉学位
2007年7月、イギリスのイースト・アングリア大学から名誉博士号。
名誉叙任
2007年9月19日、イギリスのエリザベス女王からアメリカ人「Tadataka Yamada」としてナイトに名誉叙任（大英帝国勲章ナイト・コマンダー名誉叙勲）。イギリス国内で新薬の研究開発に対して企業がより容易で効率的に投資ができる環境を整えることに尽力したこと、またイギリスにおける医学研究全般に貢献したことが評価されたもの。
総括講義
2008年3月、イギリスのインペリアル・カレッジ・ロンドンのフェローとして同大学創立100周年記念講義で最後の総括講義を行う栄誉に。
外国人叙勲
2018年11月3日、平成三十年度秋の外国人叙勲でアメリカ人「タダタカ・ヤマダ」として旭日重光章を受章。国際保健分野における日本の貢献、及び同分野における日本の官民協力関係強化に寄与したことが評価されたもの。

## 家族・親戚
父・山田忠義（やまだ ただよし、1909-1999）は、鳥取県泊村（現在の湯梨浜町）の出身で、明治大学を卒業後渡米して1921年にコロンビア大学大学院を卒業、その後渋沢敬三の秘書などを経て、戦後は八幡製鉄専務取締役、世界貿易センター連合会長、日米協会副会長などをつとめた財界人だった。母・タカコ（鷹子）は日系アメリカ人二世で、日本人として初めてアメリカで医師免許を取得したのちアメリカに帰化してニューヨークで開業医となった日系アメリカ人一世の「ドクタータカミ」ことトヨヒコ・タカミ（高見豊彦）の長女。社交界の華で家を空けがちだった母に代わって、少年時代のターチと1歳上の兄・昭義の実質的な母代わりとして面倒をみたのは10歳上の姉・和子 (Kazuko Ann) だった。ティファニー ・アンド・カンパニー・ジャパンの初代社長をつとめた新田克彦は、この和子の夫の弟で、ターチの義弟にあたり、少年時代には東京・世田谷で隣近所だったお互いの家を行き来する親友でもあった。
高校生だった頃に知り合ったレスリー (Lesley) 夫人との間に1女1男。長女のサナエ（早苗）は、公立高校の英文学教師からサイケデリックロックのユニット「ムーンデュオ」の一人として世界のコンサート会場を飛び回るアーティストに転身するという異色の経歴を持つ。デュオの相方は前衛サイケデリックロックアーティストのリプリー・ジョンソンで、実生活におけるサナエの夫でもあり、ターチの女婿にあたる。
自身の2子に加え、兄・昭義が死別した2番目の妻との間にもうけた甥と姪も小学生の頃から引き取って我が子同然に育て上げている。シティグループの元チーフテクニカルアナリストでその後は自らのテクニカルリサーチ顧問会社を経営するかたわら市況分析の権威としてブルームバーグテレビジョンの番組にも度々登場するようになったルイーズ・ヤマダ (Louise Yamada) は、この昭義の最初の妻で、ターチの義姉にあたる。